# Timóteo Wright
Timothy Wright (17 de junho de 1947 - 24 de abril de 2009), geralmente creditado como Rev. Timothy Wright ou Reverendo Timothy Wright nas gravações, foi um cantor de gospel e pastor americano.

## Biografia
O reverendo Timothy Wright começou a tocar piano aos 12 anos e cantou e compôs para o coro da igreja que frequentava, ainda em adolescente, na Igreja de Deus Batizada de Santidade do Fogo (St. John's Fire Baptized Holiness Church of God) em Brooklyn. Ele tocou piano para Bishop FD Washington e Isaac Douglas nas décadas de 1960 e 1970, inclusive em gravações, e formou o seu próprio conjunto gospel em meados da década de 1970, o Timothy Wright Concert Choir. Ele eventualmente se tornou pastor da Igreja Pentecostal Grace Tabernacle Christian Center Church of God in Christ, localizada em Crown Heights, Brooklyn, e lançou álbuns regularmente a partir de 1990. 
O álbum de Wright de 1994, Come Thou Almighty King, com o New York Fellowship Mass Choir, entrou no Top 20 da Billboard para álbuns gospel e foi nomeado para o Grammy de Melhor Álbum Tradicional de Soul Gospel, tal como o seu lançamento de 1999, Been There Done That.  Na esteira desse sucesso, Wright e o New York Fellowship Mass Choir apareceram num episódio de 1995 do programa de televisão New York Undercover.
No dia 4 de julho de 2008, Wright ficou gravemente ferido num acidente de carro na Interstate 80, na Pensilvânia, acidente que matou a sua esposa e o seu neto, bem como o motorista do carro que se aproximava. Ele morreu dia 24 de abril de 2009, em decorrência desses ferimentos, aos 61 anos.

## Discografia
| Título                               | Data de lançamento | Rótulo | Pico dos melhores álbuns gospel dos EUA |
| ------------------------------------ | ------------------ | ------ | --------------------------------------- |
| Praise Him                           | 1975               | -      |                                         |
| Sunshine In My Soul                  | 1976               | -      |                                         |
| Do You Know The Light                | 1979               | -      |                                         |
| Movin' in The Spirit                 | 1980               |        | -                                       |
| Testify                              | 1983               |        |                                         |
| Live At Washington Temple C.O.G.I.C. | 1985               |        | 14                                      |
| Hallelujah Is Highest Praise         | 1987               |        | 4                                       |
| Jesus Will                           | 1987               |        | 19                                      |
| Just Believe                         | 1989               |        | -                                       |
| Living in a World                    | 1988               |        | 38                                      |
| Who's on the Lord's Side             | 1989               |        | 3                                       |
| I'm Glad About It                    | 1992               |        | 4                                       |
| We Need a Miracle                    | 1993               |        | 20                                      |
| Come Thou Almighty King              | 1994               |        | 10                                      |
| Moving in the Spirit                 | 1995               |        | -                                       |
| Live From London                     | 1996               |        | 36                                      |
| Let Freedom Ring                     | 1997               |        | -                                       |
| Been There Done That                 | 1999               |        | -                                       |
| Story to Tell                        | 1999               |        | -                                       |
| I Here Music                         | 2002               |        | -                                       |
| Live in New York                     | 2003               |        | -                                       |
| Let's Celebrate (He Is Risen)        | 2005               |        | -                                       |
| Jesus, Jesus, Jesus                  | 2007               |        | 13                                      |
| Godfather of Gospel                  | 2009               |        | -                                       |